# Richard Merkin
Pour les articles homonymes, voir Merkin (homonymie).
Richard Marshall Merkin (1938-2009,) est un peintre, illustrateur et enseignants d'arts américain. 

## Style
La fascination de Merkin pour les années 1920 et 1930 définit son art et façonne son identité en tant que dandy professionnel. Merkin voyage dans le temps comme un artiste, à l'époque de l'entre-deux-guerres, créant des scènes narratives dans des couleurs vives avec des musiciens de jazz, des stars de cinéma, des écrivains, des sportifs. Merkin est autant connu pour sa peinture et son travail d'illustration comme il l'est pour ses habitudes excentriques de collectionner et son sens outré de la mode.
Il apparaît sur la couverture de l'album des Beatles, Sgt.pepper's Lonely Hearts Club Band, (rangée arrière, au centre à droite, entre Fred Astaire et une fille dessinée par Alberto Vargas).